# Оги, Аритацу
Аритацу Оги (яп. 小城 得達 Оги Аритацу, род. 10 декабря 1942, Хиросима) — японский футболист и тренер. Выступал за национальную сборную. Бронзовый призер летних Олимпийских игр в Мехико (1968)

## Клубная карьера
На протяжении своей футбольной карьеры выступал за клуб «Тойо Индастрис», к которому присоединился в 1965 году после окончания университета Тюо. В составе команды пять раз становился чемпионом страны (1965, 1966, 1967, 1968 и 1970). Оги становился лучшим бомбардиром в 1966 году и попадал в символическую сборную японского чемпионата в течение 7 лет подряд (1966—1972). Также он был признан футболистом года в Японии в 1965 и 1970 годах. В 1976 году завершил игровую карьеру. В чемпионате он провел 163 матча и забил 57 мячей.

## Карьера в сборной
8 августа 1963 года, когда Оги был студентом университета Тюо, он дебютировал за сборную Японии против Малайзии. Он был вызван в национальную команду на матчи Олимпиады, проходившей в Токио. В первой игре турнира против Аргентины он забил победный гол. В составе национальной сборной Японии завоевал бронзовые медали летних Олимпийских игр в Мехико (1968). Также Оги участвовал в Азиатских играх 1966, 1970 и 1974 годов, отборочных матчах к чемпионату мира 1970 и 1974 годов. Всего за национальную команду он провел 62 игры и забил 11 голов, завершив выступления в 1976 году.

## Тренерская карьера
После окончания игровой карьеры Оги стал главным тренером «Тойо Индастрис» в 1977 году в качестве преемника Икуо Мацумото. В следующем сезоне клуб занял четвертое место в чемпионате, и последующие годы держался в середине турнирной таблицы. Покинул клуб в 1980 году.
В 2006 году был введен в Зал славы японского футбола.

## Достижения

### Командные
«Тойо Индастрис»
- Чемпион Первого Дивизиона Японской футбольной лиги: 1965, 1966, 1967, 1968, 1970
- Обладатель Кубка Императора: 1965, 1967, 1969
- Финалист Кубка Императора: 1966, 1970

### Международные
Сборная Японии
- Олимпийских игр: 1968

### Личные
- Футболист года в Японии: 1965, 1970
- Лучший бомбардир Дивизиона Японской футбольной лиги: 1966
- Символическая сборная Японской футбольной лиги: 1966, 1967, 1968, 1969, 1970, 1971, 1972
- Зал славы японского футбола

## Статистика

### В клубе
| Сезон | Клуб           | Лига                         | Матчи | Голы |
| ----- | -------------- | ---------------------------- | ----- | ---- |
| 1965  | Тойо Индастрис | Чемпионат Японии. Дивизион 1 | 14    | 9    |
| 1966  | Тойо Индастрис | Чемпионат Японии. Дивизион 1 | 14    | 14   |
| 1967  | Тойо Индастрис | Чемпионат Японии. Дивизион 1 | 12    | 5    |
| 1968  | Тойо Индастрис | Чемпионат Японии. Дивизион 1 | 14    | 5    |
| 1969  | Тойо Индастрис | Чемпионат Японии. Дивизион 1 | 13    | 6    |
| 1970  | Тойо Индастрис | Чемпионат Японии. Дивизион 1 | 14    | 2    |
| 1971  | Тойо Индастрис | Чемпионат Японии. Дивизион 1 | 14    | 1    |
| 1972  | Тойо Индастрис | Чемпионат Японии. Дивизион 1 | 14    | 4    |
| 1973  | Тойо Индастрис | Чемпионат Японии. Дивизион 1 | 18    | 4    |
| 1974  | Тойо Индастрис | Чемпионат Японии. Дивизион 1 | 9     | 1    |
| 1975  | Тойо Индастрис | Чемпионат Японии. Дивизион 1 | 18    | 5    |
| 1976  | Тойо Индастрис | Чемпионат Японии. Дивизион 1 | 9     | 1    |
| Итого | Итого          | Итого                        | 163   | 57   |

### В сборной
| Сборная Японии | Сборная Японии | Сборная Японии |
| Год            | Матчи          | Голы           |
| -------------- | -------------- | -------------- |
| 1963           | 1              | 0              |
| 1964           | 1              | 0              |
| 1965           | 2              | 0              |
| 1966           | 7              | 2              |
| 1967           | 5              | 3              |
| 1968           | 3              | 0              |
| 1969           | 4              | 0              |
| 1970           | 13             | 2              |
| 1971           | 5              | 2              |
| 1972           | 8              | 2              |
| 1973           | 5              | 0              |
| 1974           | 6              | 0              |
| 1975           | 0              | 0              |
| 1976           | 2              | 0              |
| Итого          | 62             | 11             |